# Brittany Abercrombie
Brittany Abercrombie, född 28 december 1995 i Escondido, USA, är en volleybollspelare (högerspiker). 
Med Puerto Ricos landslag har hon deltagit i bl.a. VM och nordamerikanska mästerskapet. Hon har spelat med klubbar i Puerto Rico, Polen, Tyskland, Turkiet och Sydkorea.